# Cúp bóng đá U-17 châu Á 2023
Cúp bóng đá U-17 châu Á 2023 là mùa giải thứ 20 của Cúp bóng đá U-17 châu Á (bao gồm cả các phiên bản trước của Giải vô địch bóng đá U-16 châu Á và Giải vô địch bóng đá U-17 châu Á), giải đấu bóng đá quốc tế hai năm một lần được tổ chức bởi Liên đoàn bóng đá châu Á (AFC) dành cho các đội tuyển nam dưới 17 tuổi của châu Á. Đây cũng là giải đấu đầu tiên sau khi chuyển đổi tên gọi từ "AFC U-16 Championship" (Giải vô địch bóng đá U-16 châu Á) thành "AFC U-17 Asian Cup" (Cúp bóng đá U-17 châu Á).
Tổng cộng có 16 đội tham dự giải đấu. Bốn đội đứng đầu của giải đấu sẽ giành quyền tham dự Giải vô địch bóng đá U-17 thế giới 2023 tại Indonesia với tư cách là đại diện của AFC.
Đương kim vô địch Nhật Bản đã bảo vệ thành công chức vô địch của mình sau khi đánh bại Hàn Quốc 3–0 trong trận chung kết.
Ban đầu, Bahrain được chỉ định làm nước chủ nhà cho giải đấu lần này do được bảo lưu quyền đăng cai từ Giải vô địch bóng đá U-16 châu Á 2020, giải đấu đã không được tổ chức vì ảnh hưởng của đại dịch COVID-19. Tuy nhiên, vào ngày 16 tháng 6 năm 2022, Bahrain đã xin rút quyền đăng cai. Thái Lan được chọn là quốc gia đăng cai thay thế vào ngày 23 tháng 12 năm 2022.

## Vòng loại
Các trận đấu vòng loại diễn ra từ ngày 1–9 tháng 10 năm 2022.

### Các đội tuyển vượt qua vòng loại
Đương kim vô địch U-16 Đông Nam Á Indonesia đã không thể vượt qua vòng loại sau trận thua trước U-17 Malaysia. Indonesia đứng thứ 2 bảng B, sau Malaysia và đứng thứ 7 trong bảng xếp hạng các đội nhì bảng tốt nhất. Đây không phải là lần đầu tiên U-17 Indonesia trở thành nhà đương kim vô địch Đông Nam Á mà họ không vượt qua vòng loại châu Á.
Tổng cộng có 16 đội, bao gồm cả chủ nhà, sẽ đủ điều kiện tham dự vòng chung kết.
| Đội tuyển   | Tư cách vượt qua vòng loại | Ngày vượt qua vòng loại | Số lần tham dự trước đây | Số lần tham dự liên tiếp | Thành tích tốt nhất lịch sử1 |
| ----------- | -------------------------- | ----------------------- | ------------------------ | ------------------------ | ---------------------------- |
| Nhật Bản    | Nhất Bảng A                | 7 tháng 10 năm 2022     | 15 lần                   | Thứ 16                   | Vô địch (1994, 2006, 2018)   |
| Malaysia    | Nhất Bảng B                | 9 tháng 10 năm 2022     | 6 lần                    | Thứ 7                    | Tứ kết (2014)                |
| Qatar       | Nhất Bảng C                | 9 tháng 10 năm 2022     | 10 lần                   | Thứ 11                   | Vô địch (1990)               |
| Ả Rập Xê Út | Nhất Bảng D                | 9 tháng 10 năm 2022     | 10 lần                   | Thứ 11                   | Vô địch (1985, 1988)         |
| Yemen       | Nhất Bảng E                | 9 tháng 10 năm 2022     | 6 lần                    | Thứ 7                    | Á quân (2002)                |
| Việt Nam    | Nhất Bảng F                | 9 tháng 10 năm 2022     | 7 lần                    | Thứ 8                    | Hạng tư (2000)               |
| Úc          | Nhất Bảng G                | 9 tháng 10 năm 2022     | 6 lần                    | Thứ 7                    | Bán kết (2010, 2014, 2018)   |
| Tajikistan  | Nhất Bảng H                | 9 tháng 10 năm 2022     | 3 lần                    | Thứ 4                    | Á quân (2018)                |
| Iran        | Nhất Bảng I                | 7 tháng 10 năm 2022     | 11 lần                   | Thứ 12                   | Vô địch (2008)               |
| Uzbekistan  | Nhất Bảng J                | 7 tháng 10 năm 2022     | 9 lần                    | Thứ 10                   | Vô địch (2012)               |
| Hàn Quốc    | Nhì bảng tốt nhất          | 9 tháng 10 năm 2022     | 14 lần                   | Thứ 15                   | Vô địch (1986, 2002)         |
| Trung Quốc  | Nhì bảng tốt thứ hai       | 9 tháng 10 năm 2022     | 14 lần                   | Thứ 15                   | Vô địch (1992, 2004)         |
| Afghanistan | Nhì bảng tốt thứ ba        | 9 tháng 10 năm 2022     | 1 lần                    | Thứ 2                    | Vòng bảng (2018)             |
| Ấn Độ       | Nhì bảng tốt thứ tư        | 9 tháng 10 năm 2022     | 8 lần                    | Thứ 9                    | Tứ kết (2002, 2018)          |
| Thái Lan    | Nhì bảng tốt thứ năm       | 9 tháng 10 năm 2022     | 11 lần                   | Thứ 12                   | Vô địch (1998)               |
| Lào         | Nhì bảng tốt thứ sáu[!]    | 9 tháng 10 năm 2022     | 2 lần                    | Thứ 3                    | Vòng bảng (2004, 2012)       |

- 1 Các đội được in đậm là đương kim vô địch. Chữ nghiêng là đội chủ nhà trong năm

1. ^ Ban đầu Bahrain được chỉ định làm nước chủ nhà của Cúp bóng đá U-17 châu Á 2023. Tuy nhiên, ngày 16 tháng 6 năm 2022, Bahrain đã xin rút quyền đăng cai. Do AFC không thể công bố nước chủ nhà trước khi vòng loại bắt đầu, đội nhì bảng có thành tích tốt thứ 6 sẽ giành quyền tham dự giải.

## Địa điểm
Giải đấu được diễn ra tại bốn sân vận động thuộc ba tỉnh/thành phố của Thái Lan.
| Băng Cốc                 | Băng CốcChonburiPathum Thani | Pathum Thani              |
| ------------------------ | ---------------------------- | ------------------------- |
| Sân vận động Rajamangala | Băng CốcChonburiPathum Thani | Sân vận động Pathum Thani |
| Sức chứa: 51.552         | Băng CốcChonburiPathum Thani | Sức chứa: 10.114          |
|                          | Băng CốcChonburiPathum Thani |                           |
| Pathum Thani             | Băng CốcChonburiPathum Thani | Chonburi                  |
| Sân vận động Thammasat   | Băng CốcChonburiPathum Thani | Sân vận động Chonburi     |
| Sức chứa: 25.000         | Băng CốcChonburiPathum Thani | Sức chứa: 8.680           |
|                          | Băng CốcChonburiPathum Thani |                           |

## Trọng tài
Trọng tài
- Shen Yinhao (†)
- Thoriq Alkatiri
- Pranjal Banerjee
- Payam Heidari
- Ahmed Al-Ali (†)
- Ali Reda (†)
- Omar Al-Yaqoubi
- Kim Jong-hyeok (†)
- Nasrullo Kabirov
- Mongkolchai Pechsri
- Ahmed Eisa Darwish (†)
- Rustam Lutfullin (†)

Trợ lý trọng tài
- Saleh Janahi
- Mohammed Manir Dhali
- Zhang Cheng
- Sulchan Nurhadi
- Arman Assadi
- Ahmed Al-Baghdadi
- Ayman Obeidat
- Ismailzhan Talipzhanov
- Hamed Al-Ghafri
- Park Kyun-yong
- Omar Al-Jamal
- Fadi Mahmoud
- Akmal Buriev
- Pattarapong Kijsathit
- Jasem Al-Ali
- Alisher Usmanov

(†): làm việc ở cả 2 vai trò trọng tài và trợ lý trọng tài.

## Hạt giống
16 đội được bốc thăm chia thành bốn bảng bốn đội; các đội được xếp hạt giống theo thành tích của họ ở vòng loại và vòng chung kết Giải vô địch bóng đá U-16 châu Á 2018. Đội chủ nhà tự động được xếp hạt giống và được phân vào vị trí A1 trong lễ bốc thăm.
Lễ bốc thăm của giải đấu diễn ra vào ngày 30 tháng 3 năm 2023 tại Bangkok, Thái Lan.
| Nhóm 1                                                | Nhóm 2                          | Nhóm 3                                                | Nhóm 4                                      |
| ----------------------------------------------------- | ------------------------------- | ----------------------------------------------------- | ------------------------------------------- |
| 1. Thái Lan (H) 2. Nhật Bản 3. Tajikistan 4. Hàn Quốc | 1. Úc 2. Ấn Độ 3. Iran 4. Yemen | 1. Malaysia 2. Việt Nam 3. Afghanistan 4. Ả Rập Xê Út | 1. Trung Quốc 2. Uzbekistan 3. Qatar 4. Lào |

## Vòng bảng
Hai đội đứng đầu mỗì bảng lọt vào vào tứ kết.
Các tiêu chí
Các đội được xếp hạng theo điểm (3 điểm cho một trận thắng, 1 điểm cho một trận hòa, 0 điểm cho một trận thua), và nếu bằng điểm, các tiêu chí sau đây được áp dụng theo thứ tư, để xác định thứ hạng:
1. Chỉ số đối đầu giữa các đội bằng điểm;
2. Hiệu số bàn thắng bại trong các trận đối đầu giữa các đội bằng điểm;
3. Số bàn thắng ghi được trong các trận đối đầu giữa các đội bằng điểm;
4. Nếu có nhiều hơn hai đội bằng điểm nhau và sau khi áp dụng tất cả các tiêu chí đối đầu ở trên, một nhóm nhỏ các đội vẫn còn bằng nhau, tất cả các tiêu chí đối đầu ở trên được áp dụng lại cho riêng nhóm nhỏ này;
5. Hiệu số bàn thắng bại trong tất cả các trận vòng bảng;
6. Số bàn thắng ghi được trong tất cả các trận vòng bảng;
7. Đá luân lưu nếu chỉ có hai đội bằng điểm và gặp nhau ở lượt cuối của bảng;
8. Điểm kỷ luật trong tất cả các trận đấu bảng (chỉ có một trong các khoản trừ này được áp dụng cho một cầu thủ trong một trận đấu):   - Thẻ vàng thứ nhất: –1 điểm;
  - Thẻ đỏ gián tiếp (thẻ vàng thứ hai): –3 điểm;
  - Thẻ đỏ trực tiếp: –3 điểm;
  - Thẻ vàng sau đó là thẻ đỏ trực tiếp:–4 điểm;
9. Bốc thăm.

Tất cả thời gian của các trận đấu đều là giờ địa phương, ICT (UTC+7).
| Lượt đấu    | Ngày                   | Trận đấu     |
| ----------- | ---------------------- | ------------ |
| Lượt trận 1 | 15–17 tháng 6 năm 2023 | 1 v 4, 2 v 3 |
| Lượt trận 2 | 18–20 tháng 6 năm 2023 | 3 v 1, 4 v 2 |
| Lượt trận 3 | 21–23 tháng 6 năm 2023 | 1 v 2, 3 v 4 |

### Bảng A
| VT | Đội          | ST | T | H | B | BT | BB | HS | Đ | Giành quyền tham dự     |
| -- | ------------ | -- | - | - | - | -- | -- | -- | - | ----------------------- |
| 1  | Thái Lan (H) | 3  | 3 | 0 | 0 | 6  | 1  | +5 | 9 | Vòng đấu loại trực tiếp |
| 2  | Yemen        | 3  | 2 | 0 | 1 | 6  | 2  | +4 | 6 | Vòng đấu loại trực tiếp |
| 3  | Malaysia     | 3  | 1 | 0 | 2 | 2  | 8  | −6 | 3 |                         |
| 4  | Lào          | 3  | 0 | 0 | 3 | 3  | 6  | −3 | 0 |                         |

| Thái Lan                         | 2–1      | Lào             |
| -------------------------------- | -------- | --------------- |
| - Dutsadee 12' - Chanothai 90+5' | Chi tiết | Phanthavong 26' |

| Yemen                                                                        | 4–0      | Malaysia |
| ---------------------------------------------------------------------------- | -------- | -------- |
| - Al Khader 21' - Abbas 31' - Al Turaiqi 48' (ph.đ.) - Adib Adnan 88' (l.n.) | Chi tiết |          |

| Lào           | 1–2      | Yemen                                |
| ------------- | -------- | ------------------------------------ |
| Panyavong 55' | Chi tiết | - Abbas 28' - Al Turaiqi 75' (ph.đ.) |

| Malaysia | 0–3      | Thái Lan                                            |
| -------- | -------- | --------------------------------------------------- |
|          | Chi tiết | - Pacharaphol 45+2' - Chanasorn 54' - Chanothai 78' |

| Thái Lan     | 1–0      | Yemen |
| ------------ | -------- | ----- |
| Lomnak 90+5' | Chi tiết |       |

| Malaysia        | 2–1      | Lào          |
| --------------- | -------- | ------------ |
| Dainei 43', 77' | Chi tiết | Keohanam 12' |

### Bảng B
| VT | Đội         | ST | T | H | B | BT | BB | HS | Đ | Giành quyền tham dự     |
| -- | ----------- | -- | - | - | - | -- | -- | -- | - | ----------------------- |
| 1  | Iran        | 3  | 2 | 1 | 0 | 8  | 1  | +7 | 7 | Vòng đấu loại trực tiếp |
| 2  | Hàn Quốc    | 3  | 2 | 0 | 1 | 10 | 3  | +7 | 6 | Vòng đấu loại trực tiếp |
| 3  | Afghanistan | 3  | 1 | 0 | 2 | 3  | 11 | −8 | 3 |                         |
| 4  | Qatar       | 3  | 0 | 1 | 2 | 2  | 8  | −6 | 1 |                         |

| Hàn Quốc                                                                        | 6–1      | Qatar            |
| ------------------------------------------------------------------------------- | -------- | ---------------- |
| - Kim Myung-jun 12' (ph.đ.), 46', 60' - Baek In-woo 20', 55' - Yun Do-young 31' | Chi tiết | Adil Babiker 15' |

| Iran                                                                            | 6–1      | Afghanistan    |
| ------------------------------------------------------------------------------- | -------- | -------------- |
| - Nafari 28' - Gholizadeh 32' (ph.đ.), 51' - Taheri 45+4', 48' - Ghandipour 89' | Chi tiết | Khan Niazi 36' |

| Afghanistan | 0–4      | Hàn Quốc                                                        |
| ----------- | -------- | --------------------------------------------------------------- |
|             | Chi tiết | - Lim Hyun-sub 13' - Noorzai 24' (l.n.) - Yun Do-young 34', 54' |

| Qatar | 0–0      | Iran |
| ----- | -------- | ---- |
|       | Chi tiết |      |

| Hàn Quốc | 0–2      | Iran                       |
| -------- | -------- | -------------------------- |
|          | Chi tiết | - Andraz 18' - Sadeghi 19' |

| Afghanistan    | 2–1      | Qatar          |
| -------------- | -------- | -------------- |
| Hotak 18', 40' | Chi tiết | Al Shaaibi 26' |

### Bảng C
| VT | Đội         | ST | T | H | B | BT | BB | HS | Đ | Giành quyền tham dự     |
| -- | ----------- | -- | - | - | - | -- | -- | -- | - | ----------------------- |
| 1  | Ả Rập Xê Út | 3  | 3 | 0 | 0 | 7  | 0  | +7 | 9 | Vòng đấu loại trực tiếp |
| 2  | Úc          | 3  | 2 | 0 | 1 | 7  | 5  | +2 | 6 | Vòng đấu loại trực tiếp |
| 3  | Tajikistan  | 3  | 0 | 1 | 2 | 1  | 5  | −4 | 1 |                         |
| 4  | Trung Quốc  | 3  | 0 | 1 | 2 | 4  | 9  | −5 | 1 |                         |

| Úc | 0–2      | Ả Rập Xê Út                      |
| -- | -------- | -------------------------------- |
|    | Chi tiết | - Al-Bishri 56' - Al-Jadaani 86' |

| Tajikistan  | 1–1      | Trung Quốc     |
| ----------- | -------- | -------------- |
| Gafurov 36' | Chi tiết | Wang Yudong 6' |

| Trung Quốc                                | 3–5      | Úc                                                                  |
| ----------------------------------------- | -------- | ------------------------------------------------------------------- |
| - Wang Yudong 14', 62' - Kuai Jiwen 45+7' | Chi tiết | - Irankunda 9', 18' - de Abreu 12' - Glasson 25' - Amanatidis 90+8' |

| Ả Rập Xê Út   | 2–0      | Tajikistan |
| ------------- | -------- | ---------- |
| Haji 63', 90' | Chi tiết |            |

| Tajikistan | 0–2      | Úc                              |
| ---------- | -------- | ------------------------------- |
|            | Chi tiết | - Bennie 64' - Amanatidis 90+9' |

| Ả Rập Xê Út                                          | 3–0      | Trung Quốc |
| ---------------------------------------------------- | -------- | ---------- |
| - Al Muwallad 45' - Al Bishri 79' - Al Yuhaybi 90+2' | Chi tiết |            |

### Bảng D
| VT | Đội        | ST | T | H | B | BT | BB | HS | Đ | Giành quyền tham dự     |
| -- | ---------- | -- | - | - | - | -- | -- | -- | - | ----------------------- |
| 1  | Nhật Bản   | 3  | 2 | 1 | 0 | 13 | 5  | +8 | 7 | Vòng đấu loại trực tiếp |
| 2  | Uzbekistan | 3  | 2 | 1 | 0 | 3  | 1  | +2 | 7 | Vòng đấu loại trực tiếp |
| 3  | Ấn Độ      | 3  | 0 | 1 | 2 | 5  | 10 | −5 | 1 |                         |
| 4  | Việt Nam   | 3  | 0 | 1 | 2 | 1  | 6  | −5 | 1 |                         |

| Nhật Bản     | 1–1      | Uzbekistan |
| ------------ | -------- | ---------- |
| Michiwaki 8' | Chi tiết | Saidov 83' |

| Ấn Độ           | 1–1      | Việt Nam            |
| --------------- | -------- | ------------------- |
| Malemngamba 69' | Chi tiết | Lê Đình Long Vũ 44' |

| Việt Nam | 0–4      | Nhật Bản                                       |
| -------- | -------- | ---------------------------------------------- |
|          | Chi tiết | - Michiwaki 2' - Mochizuki 59', 74' - Sato 66' |

| Uzbekistan | 1–0      | Ấn Độ |
| ---------- | -------- | ----- |
| Reimov 81' | Chi tiết |       |

| Nhật Bản | 8–4      | Ấn Độ                                                      |
| --- | -------- | ---------------------------------------------------------- |
| - Kawamura 13' - Nawata 41', 45' - Nagano 52' - Mochizuki 54' - Nakajima 74' - Yamaguchi 90+6' - Sugiura 90+8' | Chi tiết | - Mukul 47' - Meitei 62' - Miyagawa 69' (l.n.) - Korou 79' |

| Việt Nam | 0–1      | Uzbekistan    |
| -------- | -------- | ------------- |
|          | Chi tiết | Shodiboev 25' |

## Vòng đấu loại trực tiếp
Trong vòng đấu loại trực tiếp, loại sút luân lưu (không có hiệp phụ) được sử dụng để quyết định đội thắng nếu cần thiết (Quy định bài viết 12.1 và 12.2).

### Sơ đồ
|  | Tứ kết                    | Tứ kết                 |                           |       | Bán kết | Bán kết |  |  | Chung kết | Chung kết |
|  |                           |                        |                           |       |         |         |  |  |           |           |
|  | 25 tháng 6 - Pathum Thani |                        |                           |       |         |         |  |  |           |           |
|  |                           |                        |                           |       |         |         |  |  |           |           |
|  | Thái Lan                  | 1                      |                           |       |         |         |  |  |           |           |
|  | Thái Lan                  | 1                      | 29 tháng 6 - Pathum Thani |       |         |         |  |  |           |           |
|  | Hàn Quốc                  | 4                      |                           |       |         |         |  |  |           |           |
|  | Hàn Quốc                  | 4                      | Hàn Quốc                  | 1     |         |         |  |  |           |           |
|  | 26 tháng 6 - Thammasat    |                        | Hàn Quốc                  | 1     |         |         |  |  |           |           |
|  |                           | Uzbekistan             | 0                         |       |         |         |  |  |           |           |
|  | Ả Rập Xê Út               | Uzbekistan             | 0                         | 0     |         |         |  |  |           |           |
|  | Ả Rập Xê Út               |                        | 2 tháng 7 - Pathum Thani  | 0     |         |         |  |  |           |           |
|  | Uzbekistan                | 2                      |                           |       |         |         |  |  |           |           |
|  | Uzbekistan                | 2                      | Hàn Quốc                  | 0     |         |         |  |  |           |           |
|  | 25 tháng 6 - Pathum Thani |                        | Hàn Quốc                  | 0     |         |         |  |  |           |           |
|  |                           | Nhật Bản               | 3                         |       |         |         |  |  |           |           |
|  | Iran (p)                  | Nhật Bản               | 3                         | 0 (4) |         |         |  |  |           |           |
|  | Iran (p)                  | 29 tháng 6 - Thammasat |                           | 0 (4) |         |         |  |  |           |           |
|  | Yemen                     | 0 (2)                  |                           |       |         |         |  |  |           |           |
|  | Yemen                     | 0 (2)                  | Iran                      | 0     |         |         |  |  |           |           |
|  | 26 tháng 6 - Thammasat    |                        | Iran                      | 0     |         |         |  |  |           |           |
|  |                           | Nhật Bản               | 3                         |       |         |         |  |  |           |           |
|  | Nhật Bản                  | Nhật Bản               | 3                         | 3     |         |         |  |  |           |           |
|  | Nhật Bản                  |                        |                           | 3     |         |         |  |  |           |           |
|  | Úc                        | 1                      |                           |       |         |         |  |  |           |           |
|  | Úc                        | 1                      |                           |       |         |         |  |  |           |           |

### Tứ kết
Bốn đội thắng sẽ giành quyền tham dự Giải vô địch bóng đá U-17 thế giới 2023.
| Thái Lan     | 1–4      | Hàn Quốc                                                                    |
| ------------ | -------- | --------------------------------------------------------------------------- |
| Dutsadee 16' | Chi tiết | - Kang Min-woo 4' - Kim Myung-Jun 36' - Yun Do-young 69' - Kim Hyun-min 84' |

| Ả Rập Xê Út | 0–2      | Uzbekistan                               |
| ----------- | -------- | ---------------------------------------- |
|             | Chi tiết | - Al Buraydh 79' (l.n.) - Abdullayev 84' |

| Iran                                           | 0–0      | Yemen                                          |
| ---------------------------------------------- | -------- | ---------------------------------------------- |
|                                                | Chi tiết |                                                |
| Loạt sút luân lưu                              |          |                                                |
| - Aali - Nafari - Gholizadeh - Askari - Andraz | 4–2      | - Al Turaiqi - Al Salami - Radman - Al Khadher |

| Nhật Bản                                   | 3–1      | Úc            |
| ------------------------------------------ | -------- | ------------- |
| - Nawata 10' - Michiwaki 23' - Takaoka 74' | Chi tiết | Irankunda 62' |

### Bán kết
| Iran | 0–3      | Nhật Bản                              |
| ---- | -------- | ------------------------------------- |
|      | Chi tiết | - Yada 10' - Mochizuki 25' - Sato 74' |

| Hàn Quốc          | 1–0      | Uzbekistan |
| ----------------- | -------- | ---------- |
| - Baek In-woo 31' | Chi tiết |            |

### Chung kết
| Hàn Quốc | 0–3      | Nhật Bản                              |
| -------- | -------- | ------------------------------------- |
|          | Chi tiết | - Nawata 45+1', 66' - Michiwaki 90+6' |

## Thống kê
Đã có 99 bàn thắng ghi được trong 31 trận đấu, trung bình 3.19 bàn thắng mỗi trận đấu.
5 bàn thắng
- Nawata Gaku

4 bàn thắng
- Michiwaki Yutaka
- Mochizuki Kohei
- Kim Myung-jun
- Yun Do-young

3 bàn thắng
- Nestory Irankunda
- Wang Yudong
- Baek In-woo

2 bàn thắng
- Habibullah Hotak
- Nathan Amanatidis
- Esmaeil Gholizadeh
- Kasra Taheri
- Sato Ryunosuke
- Talal Haji
- Nawaf Al-Bishri
- Dainei Mat Disa
- Adel Abbas
- Anwar Al Turaiqi

1 bàn thắng
- Hakim Khan Niazi
- Daniel Bennie
- Giovanni de Abreu
- Mitchell Glasson
- Kuai Jiwen
- Danny Meitei Laishram
- Korou Singh Thingujam
- Malemngamba Singh Thokchom
- Mukul Panwar
- Hesam Nafari
- Mahan Sadeghi
- Nima Andarz
- Reza Ghandipour
- Kawamura Gakuto
- Nagano Shuto
- Nakajima Yotaro
- Sugiura Shungo
- Takaoka Rento
- Yada Ryunosuke
- Yamaguchi Gota
- Kang Min-woo
- Kim Hyun-min
- Lim Hyun-sub
- Amar Al Yuhaybi
- Mohammed Al Muwallad
- Nawaf Al-Jadaani
- Peeter Phanthavong
- Phousomboun Panyavong
- Sayfon Keohanam
- Chanasorn Choklap
- Khaled Ateeq bin Al Shaaibi
- Nasser Adil Babiker
- Pacharaphol Lekkun
- Tanakrit Lomnak
- Masrur Gafurov
- Amir Saidov
- Dilshod Abdullayev
- Mukhammedali Reimov
- Shodiyor Shodiboev
- Lê Đình Long Vũ
- Abdulrahman Al Khader

1 bàn phản lưới nhà
- Mansoor Noorzai (trong trận gặp Hàn Quốc)
- Miyagawa Daiki (trong trận gặp Ấn Độ)
- Mahmoud Al Burayh (trong trận gặp Uzbekistan)
- Adib Ibrahim Adnan (trong trận gặp Yemen)

## Các đội tuyển vượt qua vòng loại cho Giải vô địch bóng đá U-17 thế giới
Dưới đây là bốn đội tuyển từ AFC vượt qua vòng loại cho Giải vô địch bóng đá U-17 thế giới 2023.
| Đội tuyển  | Ngày vượt qua vòng loại | Số lần tham dự trước đây tại Giải vô địch bóng đá U-17 thế giới1 |
| ---------- | ----------------------- | ---------------------------------------------------------------- |
| Indonesia  | 23 tháng 6 năm 2023     | 0 (Lần đầu)                                                      |
| Iran       | 25 tháng 6 năm 2023     | 4 (2001, 2009, 2013, 2017)                                       |
| Hàn Quốc   | 25 tháng 6 năm 2023     | 6 (1987, 2003, 2007, 2009, 2015, 2019)                           |
| Nhật Bản   | 26 tháng 6 năm 2023     | 9 (1993, 1995, 2001, 2007, 2009, 2011, 2013, 2017, 2019)         |
| Uzbekistan | 26 tháng 6 năm 2023     | 2 (2011, 2013)                                                   |

1 Chữ đậm là các năm mà đội đó vô địch. Chữ nghiêng là các năm mà đội đó làm chủ nhà.